# Pliohippus
A Pliohippus az emlősök (Mammalia) osztályának a páratlanujjú patások (Perissodactyla) rendjéhez, ezen belül a lófélék (Equidae) családjához tartozó kihalt nem.

## Tudnivalók
A Pliohippus a Calippusból evolúált a miocén közepén, körülbelül 12 millió évvel ezelőtt. Észak-Amerika területén élt. Nagyon hasonlított a mai Equusra, de a pata mögött még ott volt két csökevényes szélső ujj. A hosszú és vékony lábai, egy gyorsan futó sztyeppei állatra utalnak.
Nemrég még azt hitték, hogy a Pliohippus a mai ló egyenes őse, mivel annyi jellemzőjük azonos. A különbség a fogakban látszik, mert a Pliohippus foga erősen hajlott, míg a mai lóé egyenes. Sok tanulmányozás után az őslénykutatók elvetették azt a feltevést, miszerint hogy a ló őse lenne; manapság inkább az Astrohippus ősének tekintik.
A Pliohippus kövületeit Coloradóban, Észak-Dakotában, Dél-Dakotában és Kanadában fedezték fel.

## Rendszerezés
A nembe az alábbi fajok tartoztak:
- Pliohippus castilli
- Pliohippus fossulatus
- Pliohippus mirabilis – szinonimája: Merychippus campestris
- Pliohippus nobilis
- Pliohippus pernix – szinonimák: Dinohippus subvenus, Pliohippus lullianus, Pliohippus robustus
- Pliohippus tantalus – szinonimája: Pliohippus fairbanksi
- Pliohippus tehonensis

## Lásd még
- A lovak evolúciója